# لاجوس بالنت
لاجوس بالنت (بالمجرية: Bálint Lajos)‏ (بالرومانية: Lajos Bálint)‏ هو كاهن كاثوليكي مجري وروماني، ولد في 6 يوليو 1929 في Delnița ‏ في رومانيا، وتوفي في 4 أبريل 2010 في Odorheiu Secuiesc ‏ في رومانيا.